# ウェブクウ
ウェブクウ（WebKoo）は、かつて存在した日本のレコード会社である。会社設立に石原プロモーションが関与していた。

## 概要
- 代表取締役社長の山口光昭は、かつてポリドール・レコードのディレクターであり、渡哲也を担当していた。後にトーラスレコードに移籍した時には、渡も移籍した。
- 設立当時、渡哲也が代表取締役会長に就任したことで「石原プロがレコード会社を作った」と報道されたが、石原プロの会社概要には関連会社として名は入っていないことから、出資のみの関係と思われる。
- webkoo（ウェブクウ）とspinach（スピナッチ）の2つのレーベルで展開し、多くの演歌歌手・J-POP歌手を発掘し、新譜・名曲のリバイバルを多数発売していた。
- しかし、設立以来社長を務めてきた山口の体調不良のほか、レコード業界全体のCD不況や新型コロナウイルス騒動による各種イベント中止の影響で営業不振に陥り資金繰りが悪化したたことで、2023年1月31日付けで全業務を終了し解散することとした[2]。その後、2024年7月24日に東京地方裁判所から破産手続開始決定を受けた[1]。

### ディストリビューション
- webkoo（ウェブクウ）レーベル：EMIミュージック・ジャパン（2013年3月まで）→ユニバーサルミュージック
- spinach（スピナッチ）レーベル：ユニバーサルミュージック、IMS

## 会社データ
- 正式社名:株式会社ウェブクウ（WebKoo Inc.）
- 設立:1999年12月14日
- 代表取締役会長:渡瀬道彦
- 代表取締役社長:山口光昭
- 取締役:小林正彦
- 取締役:斑目力曠
- 取締役:本田浩範
- 監査役:仲川幸夫
- 資本金:1億6,420万円
- 所在地:東京都港区南青山5-10-5 青山ハイツ5F

## 所属アーティスト

### webkooレーベル
- 渡哲也
- 金児憲史
- ウラン(現：青木カレン)
- yuima
- 片山さゆり
- Ikuko
- クロスファイア
- 有里知花
- 仁井山征弘
- 飛び蹴
- GUzzle
- SORGENTI
- 姉川千夏
- ジョニー大倉
- マユミグレース
- 永山こうじとロス・プリモス
- れいか
- 天音里望
- class
- 浜田ブリトニー

### spinachレーベル
- 小林明子
- 井島正雄
- さくまけい
- 福居一大・福居典美
- たまご☆ピリ
- KAMINARI NITE
- Captain Double Lynch
- 佐野安佳里